# Star Wars Jedi: Survivor
Star Wars Jedi: Survivor és un videojoc d'acció i aventura desenvolupat per Respawn Entertainment i publicat per Electronic Arts. Seqüela de Star Wars Jedi: Fallen Order (2019), es va estrenar per a PlayStation 5, Windows i Xbox Series X/S el 28 d'abril de 2023. És l'últim videojoc de Star Wars publicat durant el contracte d'exclusivitat d'Electronic Arts amb Lucasfilm, que expirarà a finals d'any. Va rebre crítiques generalment favorables.

## Sinopsi
Star Wars Jedi: Survivor té lloc cinc anys després dels esdeveniments de Fallen Order. El joc segueix el cavaller Jedi Cal Kestis (Cameron Monaghan), mentre lluita contra l'Imperi mentre busca un lloc on amagar-se d'ells. Els aliats de Cal inclouen: la mestre Jedi Cere Junda (Debra Wilson); antic pilot del Stinger Mantis Greez Dritus (Daniel Roebuck), BD-1 (Ben Burtt), un petit droide; Merrin (Tina Ivlev), una de les últimes supervivents del clan de germanes de la nit de Dathomir; i Bode Akuna (Noshir Dalal), un rebel que lluita per la seguretat de la seva filla Kata (Tajinae Turner). Altres personatges inclouen el mestre Jedi Eno Cordova (Tony Amendola), antic propietari del BD-1 i ZN-A4 (Kendal Rae), un droide de l'època de l'Alta República que abans era propietat de la mestre Jedi Santari Khri (Tracy Ifeachor).
Cal lluita contra molts enemics durant el seu viatge, com el senador Pau'a Daho Sejan (TJ Ramini); el comandant imperial Lank Denvik (Gideon Emery); la novena germana (Misty Lee); que ha estat entrenada pel Lord Sith Darth Vader (Scott Lawrence) com a part del programa Imperial Inquisidors; el Jedi Fosc de l'Alta República Dagan Gera (Cody Fern), que busca arribar a Tanalorr; i la seva mà dreta: el Gen'Dai Rayvis (DC Douglas), el líder dels Bedlam Raiders.

## Desenvolupament
El desenvolupament d'una seqüela de Star Wars Jedi: Fallen Order es va anunciar el gener de 2022. El títol del joc de Star Wars Jedi: Survivor es va anunciar el maig de 2022 juntament amb el debut d'un tràiler CGI a la Star Wars Celebration. El joc va ser desenvolupat per Respawn Entertainment i es va llançar el 28 d'abril de 2023 per a PlayStation 5, Windows i Xbox Series X/S.
Stig Asmussen va afirmar que el traçat de raigs en temps real i altres capacitats de nova generació permeten a Respawn que funcione "amb una qualitat que està molt per sobre de qualsevol cosa que hem desenvolupat abans". En dirigir-se exclusivament a les consoles de novena generació, Survivor gaudeix de temps de càrrega significativament més ràpids amb un equip de desenvolupament que ja no està obligat a donar suport a les consoles PlayStation 4 i Xbox One més antigues en què es va llançar el primer joc. Això es deu a les consoles PlayStation 5 i Xbox Series X/S que inclouen una unitat d'estat sòlid (SSD) que permet temps de càrrega d'actius molt més ràpids en comparació amb un disc dur.

## Futur
En una entrevista de 2023 a IGN, Asmussen va declarar que planejava que la sèrie Star Wars: Jedi fos una trilogia, amb la possible tercera i última entrega emprant el nou Unreal Engine 5.